# نادي ريل
نادي ريل هو نادي كرة قدم في ويلز تأسس في 1879. يلعب في الدوري الويلزي الممتاز.

## وصلات خارجية
- الموقع الرسمي